# Gnin
Gnin [pronunciación en polaco: /ɡnin/] (en alemán: Gnin) es un pueblo ubicado en el distrito administrativo de Gmina Rakoniewice, dentro del Distrito de Grodzisk Wielkopolski, Voivodato de Gran Polonia, en el oeste de Polonia central. Se encuentra aproximadamente a 8 kilómetros al noreste de Rakoniewice, a 6 kilómetros al suroeste de Grodzisk Wielkopolski, y a 47 kilómetros al suroeste de la capital regional Poznań.